# みちのくの女
「みちのくの女」（みちのくのひと）は、北島三郎のシングル。1974年10月25日に日本クラウンから発売された。

## 概要
- 通称「女（ひと）シリーズ」[2] [3] [4]と呼ばれる内の一曲であり、石巻、国分町、北上川が舞台となっている。
- 2004年にリリースされた「【函館の女】～女シリーズ～その女をたずねて」[5]、2007年にリリースされた「その女をたずねて〜函館から沖縄まで〜」[6]にも収録されている。

## 収録曲
1. みちのくの女
作詞：星野哲郎、作曲・編曲：島津伸男
2. 乗換駅
作詞：南沢純三、作曲：関野幾生、編曲：清水路雄